# Anser (zoologia)
Anser Brisson, 1760 è un genere di uccelli della famiglia degli anatidi, che comprende una decina di specie di oche diffuse nell'emisfero nord.

## Descrizione
Hanno una colorazione dal bianco al grigio-bruno.

## Biologia
Dal carattere sociale, sono uccelli migratori e in volo adottano una caratteristica formazione a V.
Generalmente si nutrono di erba sul terreno, camminano agevolmente grazie alle zampe che sono inserite molto in avanti.

## Tassonomia
Il genere comprende le seguenti specie:
- Anser cygnoides (Linnaeus, 1758) - oca cignoide
- Anser fabalis (Latham, 1787) - oca granaiola della taiga
- Anser serrirostris Gould, 1852 - oca granaiola della tundra
- Anser brachyrhynchus Baillon, 1834 - oca zamperosee
- Anser anser (Linnaeus, 1758) - oca selvatica
- Anser albifrons (Scopoli, 1769) - oca lombardella maggiore
- Anser erythropus (Linnaeus, 1758) - oca lombardella minore
- Anser indicus (Latham, 1790) - oca indiana
- Anser caerulescens (Linnaeus, 1758) - oca delle nevi
- Anser rossii Cassin, 1861 - oca di Ross
- Anser canagicus (Sevastianov, 1802) - oca imperatrice